# Пронькино (Калужская область)
Пронькино — деревня в Износковском районе Калужской области России. Входит в сельское поселение «Деревня Ореховня»
Проня — Прасковья, Параскева(Пятница).

## География
На реке Желонья, рядом Игумново.

## Население
| 2002 | 2010 |
| ---- | ---- |
| 0    | ↗5   |

## История
В 1782-м году сельцо Беспутино55°07′01″ с. ш. 35°18′46″ в. д. и деревня Пронькино князя Якова Андреевича Путятина.
На юго-востоке от деревни  оброчная пустошь Пятница, церковная земля55°06′40″ с. ш. 35°23′02″ в. д..